# Jewgienij Siedow
Jewgienij Wadimowicz Siedow (ros. Евгений Вадимович Седов; ur. 29 stycznia 1996 w Wołgogradzie) – rosyjski pływak specjalizujący się w stylu dowolnym, mistrz świata i dwukrotny mistrz Europy na krótkim basenie.

## Kariera
W 2014 roku na mistrzostwach świata na krótkim basenie w Dosze w sztafecie męskiej 4 × 50 m stylem dowolnym wraz z Władimirem Morozowem, Olegiem Tichobajewem i Siergiejem Fiesikowem zdobył złoty medal i ustanowił nowy rekord świata (1:22,60). Siedow wywalczył także srebro w sztafecie mieszanej 4 × 50 m stylem dowolnym.
Rok później, podczas mistrzostw Europy na krótkim basenie w Netanji zwyciężył na dystansie 50 m stylem dowolnym, uzyskawszy czas 20,87. Złoto zdobył też w sztafecie męskiej 4 × 50 m stylem dowolnym. Siedow został również wicemistrzem Europy, płynąc w sztafecie 4 × 50 m stylem zmiennym mężczyzn i sztafecie mieszanej 4 × 50 m stylem dowolnym.
Na mistrzostwach świata w Budapeszcie w 2017 roku w półfinale 50 m stylem motylkowym zajął 16. miejsce z wynikiem 23,72. Na dystansie 50 m stylem dowolnym uzyskał czas 22,20 i uplasował się na 17. pozycji.